# 원적 문제

원적 문제: 이 사각형과 원의 면적은 모두 원주율(π)과 같다. 1882년에 컴퍼스와 자만으로 제한된 수의 단계로 작도할 수 없다는 것이 증명되었다.

원적 문제(圓積問題, 영어: squaring the circle) 또는 원의 정사각형화란 원과 같은 면적을 가진 정사각형을 자와 컴퍼스만으로 작도하는 문제를 말한다. 고대 그리스 시절부터 제기되어 온 기하학의 3대 문제 중 하나로서 "주어진 길이의 반경을 가진 원에 대해 자와 컴퍼스에 의한 유한회의 조작으로 그것과 면적이 동일한 정방형을 제작할 수 있는가?"라는 문제이다.
이 문제는 1882년에 페르디난트 폰 린데만이 원주율(π)을 초월수라고 증명하면서 원적 문제가 실현 불가능하다고 증명했다. 한편 자나 컴퍼스 이외의 도구를 이용해 원을 정사각형화하거나 근사값을 제작하는 방법이 많이 알려져 있다.

## 역사
주어진 원에 대해 여기서 가까운 면적의 정사각형을 비슷하게 구하는 방법은 고대 바빌로니아의 수학자에게도 이미 알려져 있었다. 기원전 1800년경에 고대 이집트에서 제작된 《린드 수학 파피루스》에는 지름이 {\displaystyle d}인 원의 면적은 {\displaystyle {\frac {8^{2}}{9^{2}}}d^{2}}, 즉 {\displaystyle {\frac {64}{81}}d^{2}}라고 나와 있다. 인도의 수학 서적인 《슐바 수트라》에는 인도의 수학자들이 제시한 대략적인 방법이 기록되어 있는데 정확도는 떨어지는 편이다. 또한 해당 서적에서는 인도의 수학자들이 제시한 주어진 정사각형에 대해 가까운 원의 면적의 원을 작도하는 방법도 설명하고 있다.
고대 그리스에서 원의 정사각형화에 가장 먼저 뛰어든 것은 이오니아 학파에 속해 있던 수학자인 아낙사고라스라고 알려져 있다. 히오스의 히포크라테스는 원적 문제에 몰두하는 과정에서 여러 개의 초승달 모양(2개의 원호로 둘러싸인 영역)의 정사각형화를 달성했다. 소피스트 안티폰은 원에 내접하는 정다각형에 주목했는데 다각형은 정사각형화할 수 있기 때문에 원의 내접다각형 변의 수를 배로 늘려서 원을 정다각형으로 채우면 원과 같은 면적인 정사각형이 요구된다고 주장했다. 그에 대한 회의적인 시각은 당시부터 존재했는데 특히 로도스의 에우데모스는 수량이라는 것은 무한히 분할하는 것이 불가능하기 때문에 그러한 원의 면적은 결코 다할 수 없다고 반박했다. 원적 문제는 아리스토파네스의 희극인 《새》에도 등장하게 되었다.
원과 같은 면적을 가진 정사각형을 자와 컴퍼스만으로 사용해서 작도하는 문제를 제시한 것은 히오스의 오이노피데스가 최초인 것으로 보인다. 스코틀랜드의 수학자인 제임스 그레고리는 1667년에 자신의 저서인 《원과 쌍곡선의 정사각형화》(Vera Circuli et Hyperbolae Quadratura)에서 원적 문제가 불가능하다는 것을 증명하려고 했다. 결과적으로 그레고리의 증명은 틀렸지만 원적 문제에 대해 처음으로 원주율(π)의 대수적 성질을 바탕으로 논의를 시도한 것이었다.
1837년에는 프랑스의 수학자인 피에르 방첼이 컴퍼스와 자로 구성될 수 있는 길이가 유리수를 가진 특정 다항식 방정식의 답이어야 한다는 것을 입증했다. 1882년에는 독일의 수학자인 페르디난트 폰 린데만이 원주율의 초월성을 증명함으로써 원적 문제가 불가능하다는 엄밀한 증명을 얻었다.

## 불가능의 증명
주어진 원과 동일한 면적의 정사각형을 작도하기 위해서는 단위 길이에 대하여 √π의 길이를 생성하는 것이 필요하다. π가 대수적 수(대수방정식의 해가 되는 복소수)가 아니라 초월수임을 나타냄으로써 원적 문제의 불가능성이 나타난다. 실제로 작도 가능한 수는 대수적 수가 되므로 원의 정사각형화가 가능하다면 원주율은 대수적 수라는 것이 된다. 원의 정사각형화 가능성은 정사각형의 원화 가능성과 같은 값이므로 이 쪽의 불가능성도 제시한 것이다.
요한 람베르트는 1768년에 작성된 논문에서 원주율이 무리수임을 증명했는데 아직 초월수의 존재조차 증명되지 않았던 당시에 원주율이 초월수일 것으로 예상했다. 원주율이 초월수라는 사실은 1882년에 페르디난트 폰 린데만에 의해 증명됐다.
제한을 완화해서 보충 도구를 도입하고 컴퍼스나 직선자 연산을 무한히 허용하거나 특정한 비유클리드 기하학에서 연산을 수행하여 규칙을 구부리는 것도 어떤 의미에서 원을 분할하는 것을 가능하게 한다. 예를 들어 히피아스의 원적곡선은 원을 정사각형으로 만들고 아르키메데스 와선처럼 임의의 각도를 세우기 위한 수단을 제공한다. 유클리드 공간에서는 원의 정사각형화가 불가능한 반면에 카를 프리드리히 가우스, 보여이 야노시, 니콜라이 로바쳅스키가 제창한 쌍곡기하학에서는 용어의 적절한 해석에 따라 사용할 수도 있다.
쌍곡면에는 정사각형이 없기 때문에 그러한 역할은 정사각형(모든 면이 일치하고 모든 각도가 일치하는 사각형)에 의해 수행되어야 한다(그러나 이러한 각도는 직각보다 매우 작음). 쌍곡면에는 (대개) 무한히 많은 쌍의 구성 가능한 원과 동일한 영역의 구성 가능한 정규 4분위수가 존재하지만 이는 동시에 생성된다. 정사각형으로 시작하여 동일한 면적의 원을 구성하는 방법은 없으며 원으로 시작하여 동일한 면적의 정사각형을 구성하는 방법(동그라미가 동일 면적의 정사각형이 존재할 정도로 작은 경우에도 마찬가지)도 없다.

## 근대의 근사 작도법
원적 문제의 작도는 불가능하지만 π에 극히 가까운 수를 구성함으로써 주어진 원의 면적을 임의의 정밀도로 근사하는 정사각형을 만드는 것은 가능해진다. 주어진 유리수의 길이를 갖는 선분을 작도하는데는 초등적인 원리 밖에 필요로 하지 않는 한편 이러한 방법에 의한 작도는 얻을 수 있는 근사 정도에 비해 효율이 나쁘고 번잡한 것이 되기 쉽다.
원적 문제 작도가 불가능하다고 증명된 뒤에도 원의 정사각형화 과정의 아름다운 근사법(즉 비슷한 정도의 정밀도 근사법 중에서도 특히 단순한 것)을 찾는 데 온 힘을 기울이는 수학자가 있었다.
근대의 근사 작도법으로 1913년에 잉글랜드의 수학자인 E. W. 홉슨이 고안한 것을 들 수 있다. 이것은 비교적 정확한 작도법에서 π의 근사치로서 3.14164079….(소수점 이하 4번째 자리까지 정확하다)를 사용하는 것이다.
소수점 이하 6자리까지 정확한 다음 근사값을 이용한 작도는 1913년에 인도의 수학자인 스리니바사 라마누잔에 의해 이루어졌다. 1963년에는 칼 D. 올즈, 1966년에는 마틴 가드너, 1982년에는 벤저민 볼드에 의해 각각 이루어졌다.
{\displaystyle \pi \approx {\frac {355}{113}}=3.1415929203539823008\dots }

### 라마누잔의 작도
스리니바사 라마누잔은 1914년에 소수점 이하 8번째 자리까지 정확한 근사값인
{\displaystyle \pi \approx \left(9^{2}+{\frac {19^{2}}{22}}\right)^{\tfrac {1}{4}}={\sqrt[{4}]{\frac {2143}{22}}}=3.1415926525826461253\dots }
를 이용한 구성을 발견했다.
라마누잔은 1914년에 자와 컴퍼스를 이용한 작도를 진행했는데 이는 다음과 같은 근사값을 구하는 것과 같다고 정의했다. 여기서 소수점 이하 8번째 자리는 원주율과 같다.
{\displaystyle \left(9^{2}+{\frac {19^{2}}{22}}\right)^{\frac {1}{4}}={\sqrt[{4}]{\frac {2143}{22}}}=3.141\;592\;65{\color {red}2\;582\;\ldots }}

### 황금비를 응용한 작도
영국의 수학자인 로버트 딕슨은 1991년에 소수점 이하 4번째 자리 정도에 불과한 황금비를 응용한 다음 근사값을 발견했다.
{\displaystyle {\frac {6}{5}}\cdot \left(1+\varphi \right)=3.141\;{\color {red}640\;\ldots },}
여기서 {\displaystyle \varphi }는 황금비를 가리킨다. 소수점 이하 3번째 자리는 π의 자리와 같다.
만약 반지름이 {\displaystyle r=1}이고 정사각형의 측면인 경우에는 다음과 같은 등식이 나온다.
{\displaystyle a={\sqrt {{\frac {6}{5}}\cdot \left(1+\varphi \right)}}={\sqrt {\varphi +1+{\frac {1}{5}}\cdot \left(1+\varphi \right)}}=1.772\;4{\color {red}67\;\ldots }}
다음과 같이 확장된 2번째 공식은 대체 작도를 위한 과정의 순서를 보여준다. 소수점 이하 4번째 자리는 π의 자리와 같다.
{\displaystyle {\sqrt {{\overline {AE}}+1+{\tfrac {1}{5}}\cdot (1+{\overline {AE}})}}={\sqrt {AG}}=a\approx {\sqrt {\pi }}}

## 같이 보기
- 초월수
- 원주율
- 컴퍼스와 자 작도
- 각의 3등분 문제
- 입방 배적 문제
- 작도가능한 수
- 십칠각형